# Nickskära
Nickskära (Bidens cernua) är en växtart i familjen korgblommiga växter. 